# بيت الغدراء (أرحب)

تعديل مصدري - تعديل

بيت الغدراء هي إحدى قرى عزلة بني حكم بمديرية أرحب التابعة لمحافظة صنعاء، بلغ تعداد سكانها 96 نسمة حسب تعداد اليمن لعام 2004.